# چیتک اینترونشن
چیتک اینترونشن (به انگلیسی: CheyTac Intervention) یک تفنگ تک تیراندازی گلنگدنی ساخت شرکت چیتک ال ال سی ایالات متحده است که همچنین به عنوان یک تفنگ ضدتجهیزات نیز به کار گرفته می‌شود. این سلاح با استفاده از یک خشاب هفت گلوله ای تک تیر مسلح می‌شود که ممکن است بتوان خشاب‌های پنج گلوله ای نیز در آنها به کار گرفت. مهمات قابل استفاده در چیتک اینترونشن، فشنگ‌های چیتک ۴۰۸ یا ۳۷۵ است که مطابق با سری فشنگ‌های ام۲ برونینگ و استاندارد ناتو است. شرکت سازنده ادعا نموده‌است که این سلاح دارای برد مؤثر ۲۵۰۰ یارد (۲۲۸۶ متر) می‌باشد.